# Miki Suizan

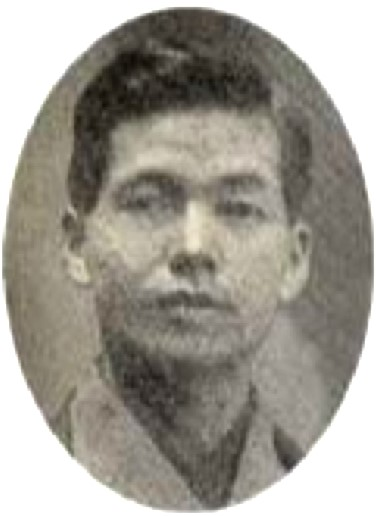
Miki Suizan

Miki Suizan (japanisch 三木 翠山, eigentlich Miki Saiichirō (三木 斎一郎); geb. 20. Juli 1883 in der Präfektur Hyōgo; gest. 25. März 1957) war ein japanischer Maler und Holzschnittkünstler der Nihonga-Richtung  der Taishō- und Shōwa-Zeit.

## Leben und Werk
Über Mikis Leben ist nicht viel bekannt. Er wurde in der Präfektur Hyōgo und studierte in Kioto unter Takeuchi Seihō. Er stellte innerhalb der Nihonga-Abteilung auf den staatlichen Ausstellungen, der „Mombushō bijutsu tenrankei“ (文部省美術展覧会), und deren Nachfolgerin „Teikoku bijutsu tenrankei“ (帝国美術展覧会) aus. 1924 entwarf er zwei Serien zu je 6 Blättern von Holzschnitten mit dem Titel „Shinsen Kyōto meisho“ (新選京都名所), die bekannte Ansichten in Kioto darstellen. Sie wurden vom Verleger Saitō Shōtarō (佐藤 章太郎) publiziert. Die eine Serie umfasste sechs Drucke von schönen Frauen, die andere acht Drucke von Landschaften. Beide Serien wurde 1930 auf der ersten Ausstellung im Toledo Museum of Art in den USA.
Nach dem Pazifikkrieg soll Miki eine Serie namens „Acht Ansichten von Schnee-Betrachtungen“ publiziert haben.

### Die beiden Serien von 1924
Frauen
- 東山の雪 (Higashiyama no yuki) – Schnee in Higashiyama
- 大堰川の花見船 (Oikawa no hanami-fune) – Boot zum Hanami auf dem Oikawa
- 都踊の点茶 (Toji no tencha) – Tee an einer Straße in Kioto
- 大文字夜の木屋町 (Daimonji yoru no Kiyamachi) – Abend mit Daimonji[1] in Kiyomachi
- 二條城の月 (Nijōjō no tsuki) – Mond über der Burg Nijō
- 清水詣

Landschaften	
- 春の嵐山 (Haru no Arashiyama) – Frühling in Arashiyama
- 春の夜の清水 (Haru no yoru no Kiyomizu) – Frühlingsabend am Kiyomizu-dera
- 初夏の保津川 (Shoka no Hozugawa) – Frühsommer am Hozugawa
- 加茂川の夕立 (Kamogawa no yudate) – Abendschauer am Kamogawa
- 通天橋の秋 (Tsutenbashi no aki) – Herbst an der Tsutenbashi
- 金閣寺の雪 (Kinkakuji no yuki) – Schnee am Kinkaku-ji
- 御苑内の暁 (Goen-nai no) – Morgendämmerung am Kaiserpalast
- () – Kirschblüte bei Mimuro

1. ↑  Daimonji sibd die großen metergroßen Zeichen 大, die am Nordrand von Kioto mit Zweigen Brennmaterial versehen, jedes Jahr an einem Sommeraben durch Abbrand sichtbar werden.

## Bilder

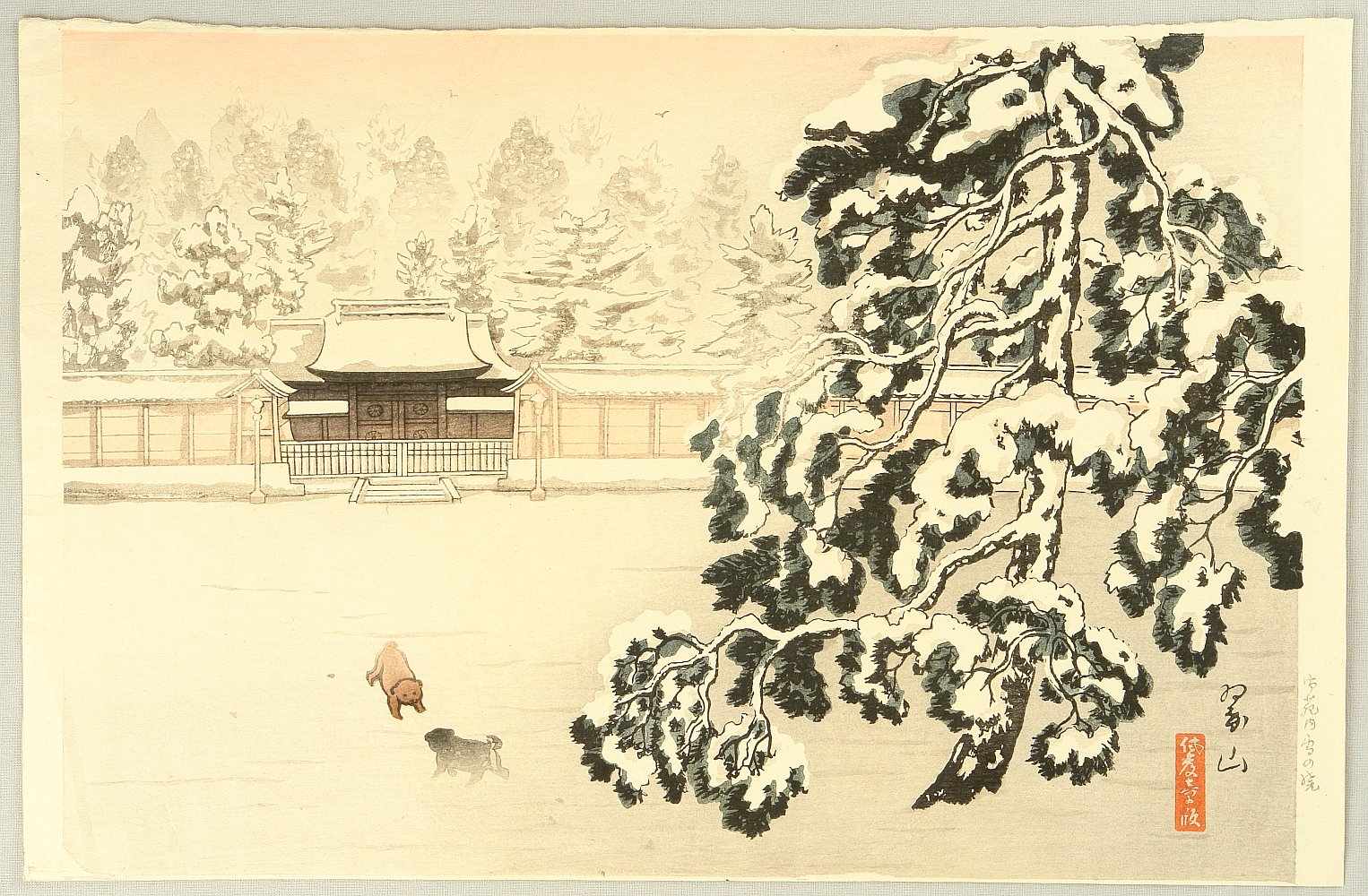
Morgens am Kaiserpalast
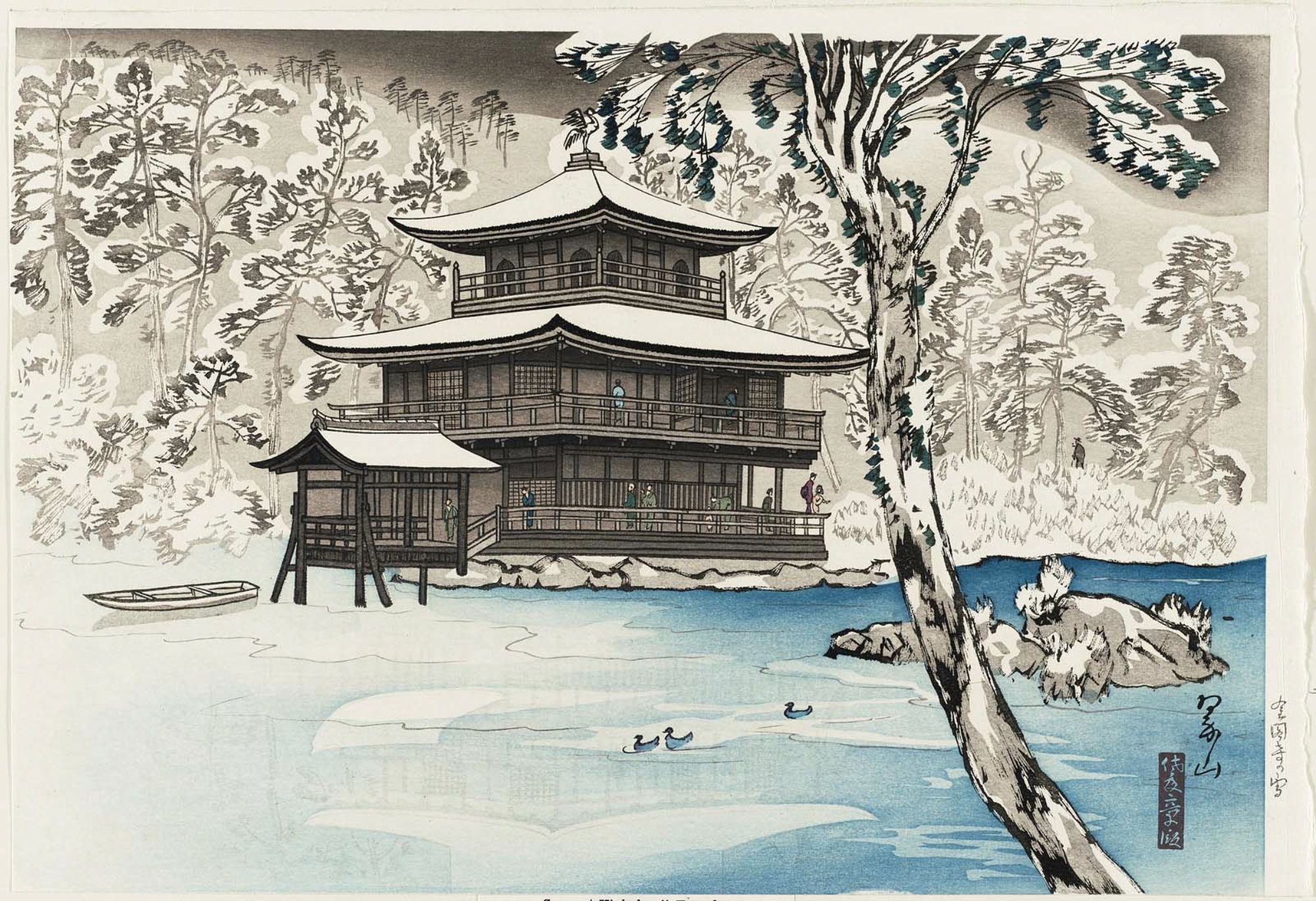
Kinkaku-ji im Schnee
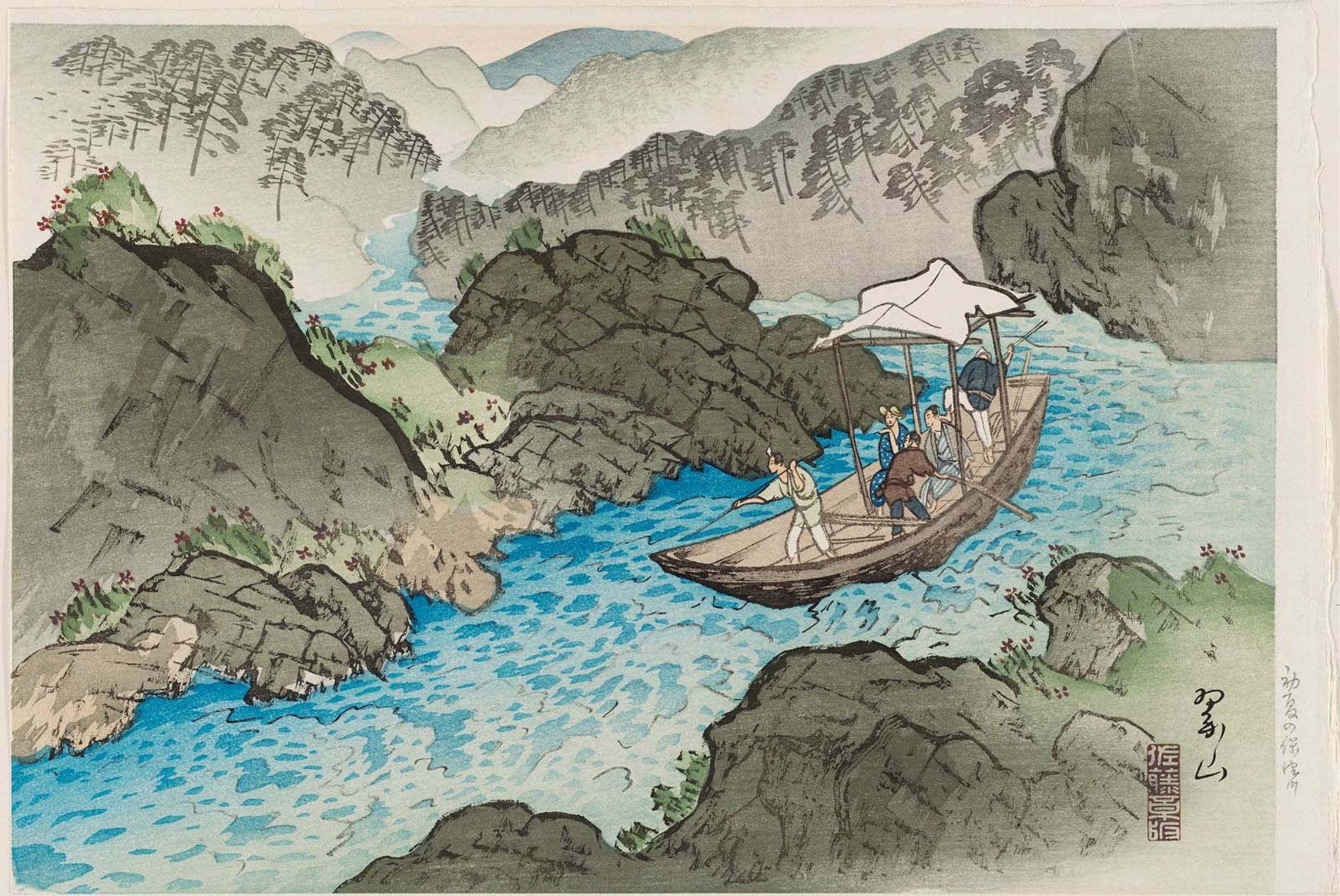
Abfahrt auf dem Hozu-Fluss
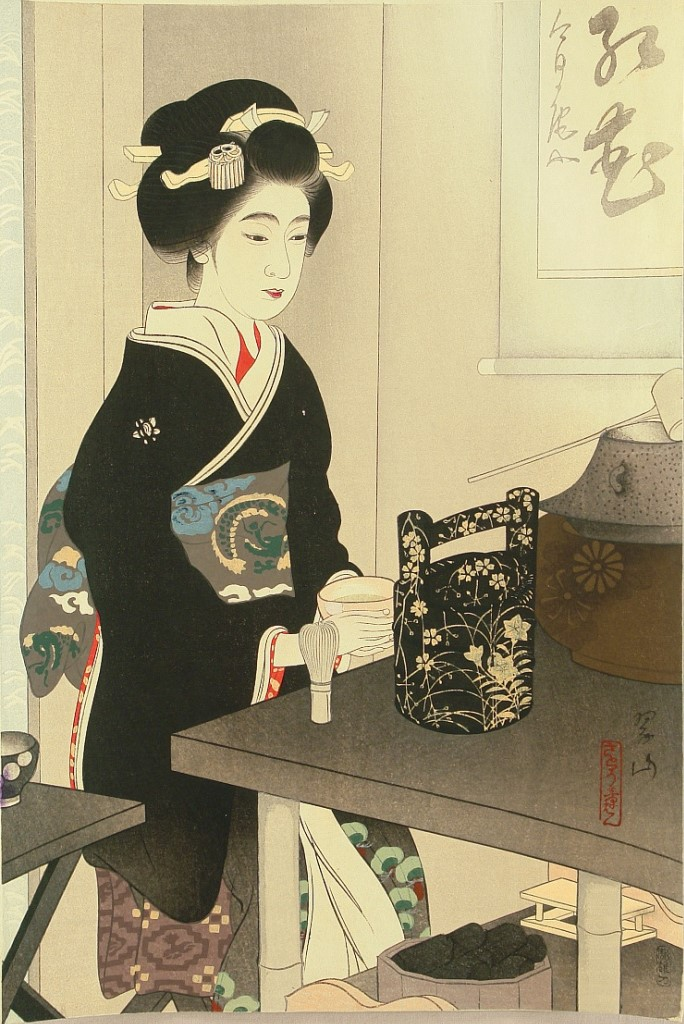
Tee an einer Straße in Kioto
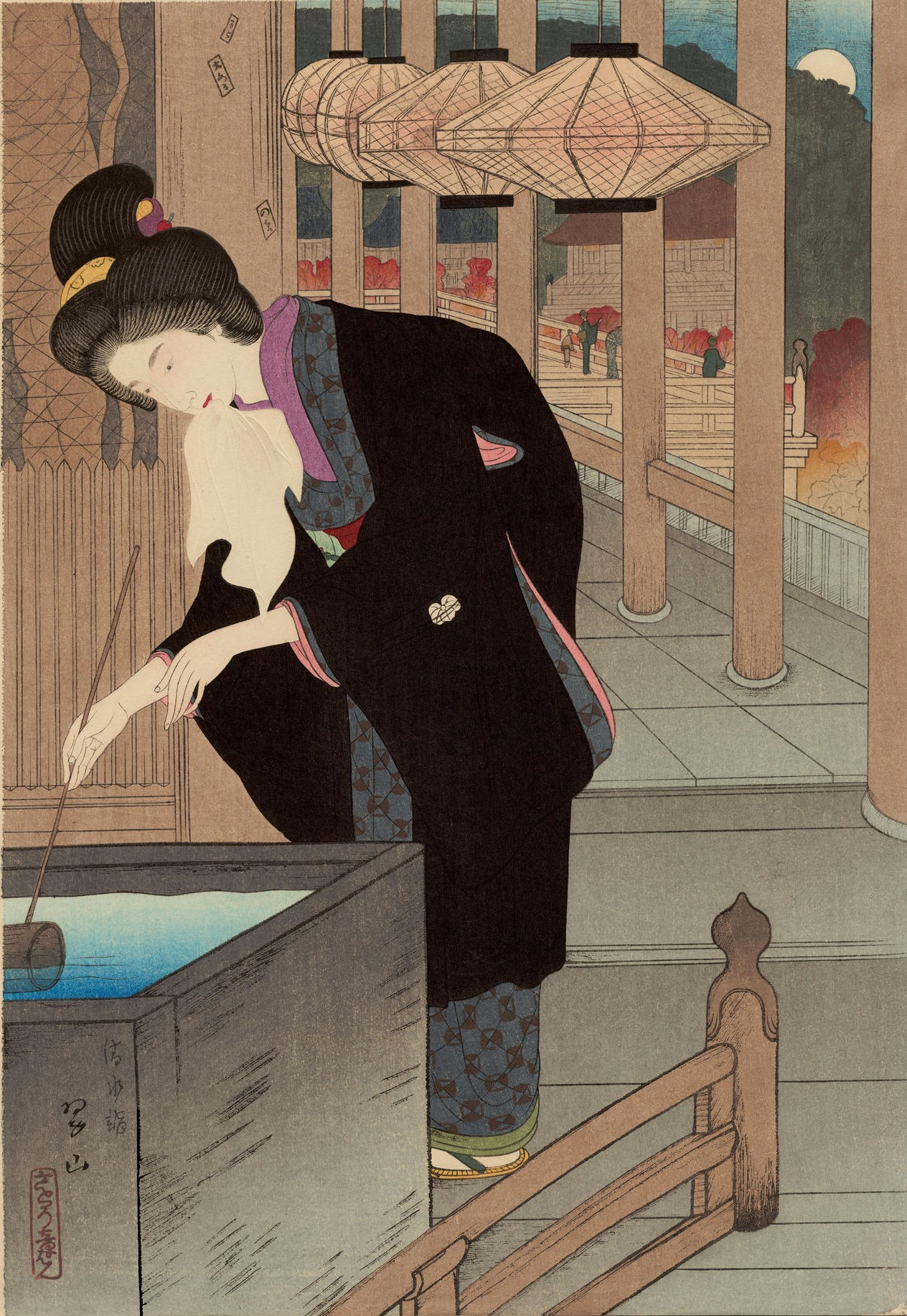
Sommerabend am Kiyomizu-dera
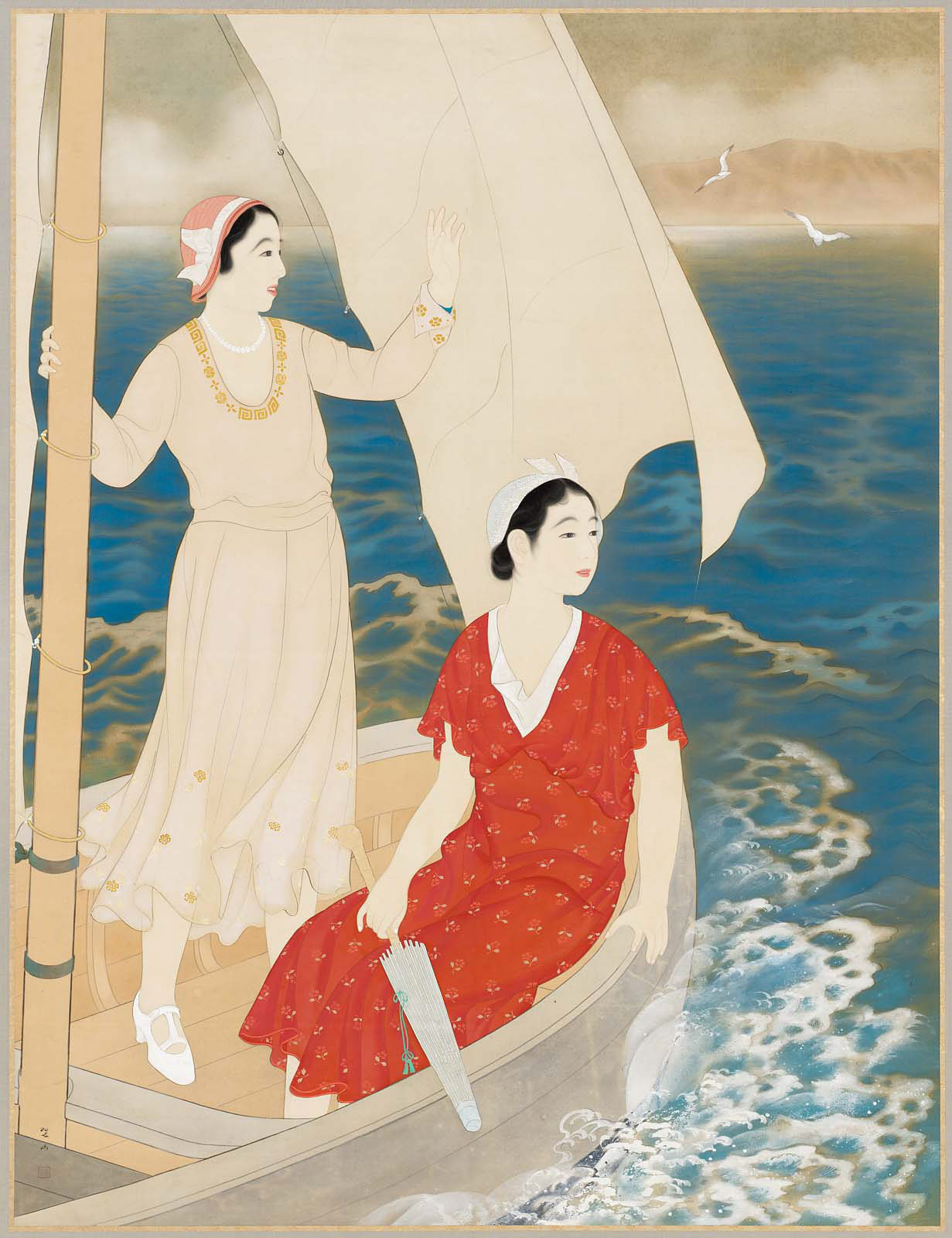
Frauen an Bord
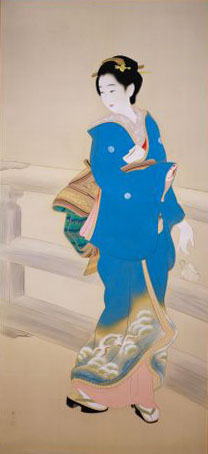
Eine Blume der Meiji-Restauration, 1940
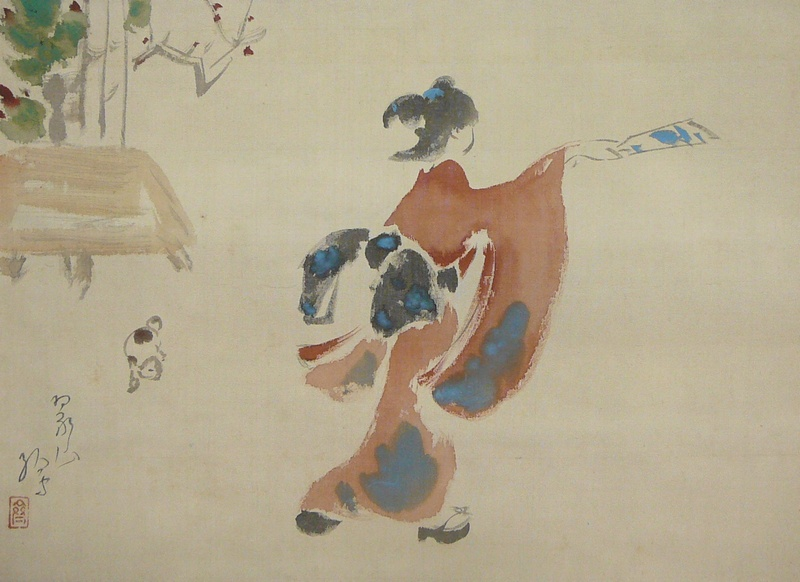
Federball
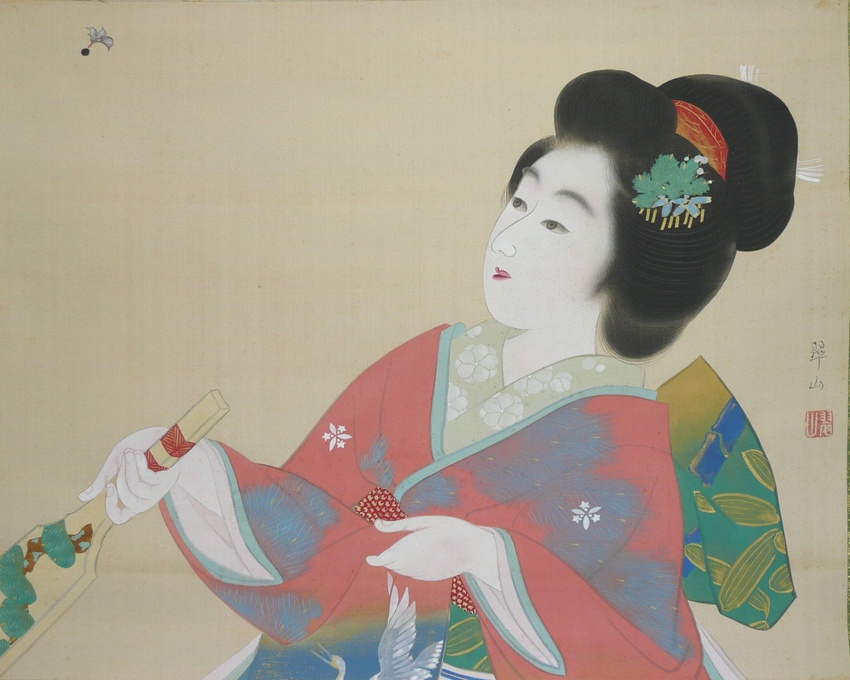
Federball